# تلاش (مجموعه تلویزیونی)
تلاش نام یک مجموعه تلویزیونی به کارگردانی شعاع‌الدین مصطفی‌زاده است که در سال ۱۳۵۶ ساخته شد. این مجموعه تلویزیونی، در سیزده قسمت و با مشارکت وزارت کار و امور اجتماعی تهیه شده بود، اما به واسطهٔ برخورد آن با وقایع انقلاب اسلامی، فقط یک قسمت آن در شب ۲۱ بهمن ۱۳۵۷ از تلویزیون ملی ایران پخش شد.

## خلاصه داستان
هدف از ساخت این مجموعه نمایشی، آشنایی کارگران با زیر و بم‌های قانون کار ایران و مسائل مربوط به کارفرما و کارگاه بود.

## بازیگران و عوامل تولید

### بازیگران
- سیروس گرجستانی
- روح‌انگیز مهتدی[۲]
- مهری ودادیان
- علی‌اکبر قدمی[۳]
- جهانگیر صمیمی‌فرد
- غلامرضا لیلازی

### عوامل تولید
- کارگردان: شعاع‌الدین مصطفی‌زاده
- دستیار کارگردان: حسین محجوب
- نویسنده: جمشید صداقت‌نژاد
- موسیقی: حسین واثقی
- فرمت تصویر: ویدئویی
- تعداد قسمت‌ها: ۱۳ قسمت
- محصول: تلویزیون ملی ایران
- سال تولید: ۱۳۵۶
- سال پخش: ۱۳۵۷